# Schóber Róbert
Schóber Róbert (Budapest, 1922. október 22. – Budapest, 1988. december 2.) magyar operatőr.

## Életpályája
1940-1941 között a Filmatyp Laborban dolgozott. 1942-1943 között a Magyar Filmiroda Rt. munkatársa volt. 1945-1946 között a Magyar Filmgyár operatőre volt. A második világháborúban fényképész volt a katonaságnál. 1947-1951 között a Honvéd Filmintézet laboránsa, majd operatőre lett. 1958-1959 között az Iskolai Filmintézetnél dolgozott. 1959-1985 között a Magyar Televízió munkatársa volt.

## Filmjei
- Az ész erejével (1973)
- Fortunával Párizsban (1965)
- Vendégjáték Rómában (1972)
- Közel keleti útifilm (1970)
- Vendégeink (1966)
- A szilikátok művészete (1968)
- Beszélgetés Fock Jenővel (1968)
- Peronoszpóra (1952)

## Díjai, kitüntetései
- Munka Érdemrend (1965)
- Szocialista Kultúráért
- SZOT-díj